# ROCS Su Ao (DDG-1802)
Le ROCS Su Ao (蘇澳, DDG-1802) est un destroyer lance-missiles de classe Kee Lung (en) de la Marine de la république de Chine.

## Historique
Su Ao était autrefois un destroyer de l'United States Navy de classe Kid, lancé en 1979 sous le nom de USS Callaghan (DDG-994) (en) et mis hors service de la marine américaine en 1998. Après son achat par la marine de Taïwan le 30 mai 2003, il a été provisoirement nommé Ming Teh (明德),  mais il a ensuite été décidé de s'appeler Su Ao, d'après la base navale de Su'ao dans l'est de Taïwan.